# Lohmen (Meklemburgia-Pomorze Przednie)
Lohmen – gmina w Niemczech, w kraju związkowym Meklemburgia-Pomorze Przednie, w powiecie Rostock, wchodzi w skład urzędu Güstrow-Land.

## Współpraca
- Sehestedt, Szlezwik-Holsztyn[2]